# Jurij Malenczenko
Jurij Iwanowicz Malenczenko (ros. Юрий Иванович Маленченко; ur. 22 grudnia 1961 w Chruszczowie) – pułkownik lotnictwa, kosmonauta radziecki i rosyjski.

## Wykształcenie oraz służba wojskowa[potrzebnyprzypis]
- 1978 – ukończył ze złotym medalem średnią szkołę we wsi Pawłowka w okręgu charkowskim (wówczas ZSRR).
- 1983 – został absolwentem Wyższej Wojskowej Szkoły Lotnictwa w Charkowie i otrzymał dyplom pilota wojskowego-inżyniera.
- 1983-1987 – jako pilot służył w 119 dywizji lotnictwa myśliwskiego stacjonującej w mieście Tyraspol wchodzącym wówczas w skład odeskiego okręgu wojskowego. Przed przyjęciem go do oddziału kosmonautów był dowódcą eskadry.
- 1993 – w systemie zaocznym ukończył Wojskową Akademię Lotniczą im. N. E. Żukowskiego.

Wylatał ponad 830 godzin i wykonał ponad 150 skoków ze spadochronem.

## Kariera astronauty[potrzebnyprzypis]
- 1987 – 26 marca komisja państwowa zatwierdziła kandydaturę Malenczenki do 8 grupy kosmonautów sił powietrznych ZSRR.
- 1989 – w lipcu zakończył podstawowe szkolenie, a we wrześniu rozpoczął razem z innymi kosmonautami przygotowania do lotu na stację Mir, które trwały do końca 1992.
- 1993 – w styczniu został dowódcą rezerwowej 14 stałej załogi Mira. Inżynierem pokładowym w tej ekipie był Giennadij Striekałow. Od sierpnia był dowódcą dublerów 15 stałej załogi stacji kosmicznej Mir. Razem z nim w załodze znaleźli się Tałgat Musabajew oraz Gierman Arzamazow.
- 1994 – w styczniu rozpoczął przygotowania do lotu na stację Mir. Od lipca do listopada razem z Tałgatem Musabajewem stanowili 16 stałą załogę Mira.
- 1996 – był koordynatorem rosyjskiego Centrum Przygotowań Kosmonautów przy NASA.
- 1997-1998 – razem z innymi kosmonautami przygotowywał się do lotu na Międzynarodową Stację Kosmiczną.
- 1998-2000 – od sierpnia 1998 w JSC przygotowywał się do misji STS-106. Blisko 12-dniowy lot wahadłowca odbył się we wrześniu 2000.
- 2001-2003 – w styczniu 2001 Malenczenko, Siergiej Moszczenko oraz Edward Lu rozpoczęli przeszkolenie przed misją na Międzynarodową Stację Kosmiczną. Byli w składzie planowanej 7 stałej załogi ISS. W październiku 2002 Moszczenkę zastąpił Aleksandr Kaleri. Po katastrofie Columbii składy stałych załóg okrojono do dwóch astronautów i dalsze przygotowania kontynuował tylko z Edwardem Lu. Obaj wystartowali w kosmos na pokładzie statku Sojuz TMA-2 i przebywali na stacji od kwietnia do października 2003.
- 2005-2006 – we wrześniu 2005 wspólnie z amerykańską astronautką Peggy Whitson został wyznaczony do załogi dublerów 14 ekspedycji na Międzynarodową Stację Kosmiczną. Funkcję tę pełnili do 18 września 2006, tj. do dnia startu statku Sojuz TMA-9. W sierpniu tego samego roku Roskosmos oraz NASA oficjalnie mianowały Malenczenkę dowódcą statku kosmicznego Sojuz TMA-11 oraz inżynierem pokładowym 16 ekspedycji na ISS, której start zaplanowano na październik 2007. W załodze tej znalazła się również Peggy Whitson. Trzecim członkiem załogi początkowo będzie przebywający już w kosmosie Clayton Anderson (do listopada 2007), a później Daniel Tani (do grudnia 2007), Léopold Eyharts (do lutego 2008) i Garrett Reisman (do maja 2008).
- 2007 – 10 października Malenczenko, Whitson i Sheikh Muszaphar Shukor – pierwszy astronauta Malezji – wystartowali w kosmos na pokładzie statku Sojuz TMA-11.

## Loty kosmiczne
- Sojuz TM-19;

1 lipca 1994 wystartował w kosmos na pokładzie statku kosmicznego Sojuz TM-19. Towarzyszył mu inżynier pokładowy Tałgat Musabajew. Dwa dni później, 3 lipca, Sojuz połączył się ze stacją kosmiczną Mir. Kosmonauci byli 16 stałą załogą jaka pracowała na Mirze. Przejęli ją od swoich poprzedników – Wiktora Afanasjewa oraz Jurija Usaczowa. Na stacji pozostał trzeci członek stałej załogi – Walerij Polakow. 9 i 13 września kosmonauci wychodzili na zewnątrz stacji aby naprawić jej uszkodzoną izolację. Kosmiczne spacery trwały odpowiednio 5 i 6 godzin. Na początku października na stację przybył statek Sojuz TM-20, na pokładzie którego znajdowali się: Aleksandr Wiktorienko i Jelena Kondakowa – 17 stała załoga Mira oraz niemiecki astronauta Ulf Merbold. Wspólny lot obu załóg trwał miesiąc. 4 listopada Malenczenko, Musabajew oraz Merbold wylądowali w odległości 88 km od miasta Arkałyk.
- STS-106 (Atlantis F-22);

8 września 2000 Jurij Malenczenko rozpoczął swoją drugą misję kosmiczną na pokładzie wahadłowca Atlantis. Był specjalistą (MS-4) w załodze lotu STS-106. Razem z nim w kosmos udali się: Terrence W. Wilcutt (dowódca), Scott D. Altman (pilot), Edward T. Lu (specjalista misji MS-1), Richard A. Mastracchio (MS-2), Daniel C. Burbank (MS-3) oraz Boris Morukow (MS-5). 10 września wahadłowiec przycumował do Międzynarodowej Stacji Kosmicznej. Następnego dnia Malenczenko oraz Lu przeprowadzili ponad 6-godzinny spacer kosmiczny, podczas którego m.in. przymocowali do modułu Zwiezda 2-metrowy wysięgnik z magnetometrem oraz instalowali kable: energetyczne, systemu sterowania bateriami słonecznymi, telemetryczne i telewizji wewnętrznej. Podczas kolejnych dni astronauci pomogli rozładować statek transportowy Progress M1-3 i zapełnić go zużytymi i niepotrzebnymi elementami stacji. Poza tym podniesiono orbitę zespołu orbitalnego o ponad 20 km i wymieniono wadliwe akumulatory w module Zarja. Przygotowano również stacje na przyjęcie pierwszej stałej załogi. 18 września wahadłowiec odłączył się od ISS i dwa dni później – 20 września – wylądował na pasie do lądowania w KSC.
- Sojuz TMA-2;

Podczas swojej trzeciej wyprawy w kosmos Malenczenko przez 6 miesięcy przebywał na pokładzie Międzynarodowej Stacji Kosmicznej. Wspólnie z amerykańskim astronautą Edwardem Lu 26 kwietnia 2003 wystartował z kosmodromu Bajkonur na pokładzie statku kosmicznego Sojuz TMA-2. Obaj stanowili 7 stałą załogę stacji. 28 kwietnia Sojuz przycumował do dolnego węzła modułu Zarja. W czasie półrocznego pobytu na orbicie załoga poza realizacją naukowego programu lotu przyjęła dwa statki towarowe: Progress M-1-10 i Progres M-48 i kilkakrotnie podniosła orbitę stacji. 10 sierpnia 2003 Malenczenko podczas pobytu na stacji zawarł związek małżeński. W tym czasie jego narzeczona znajdowała się w Teksasie. 20 października 2003 na pokład ISS przybyli członkowie 8 stałej załogi Michael Foale oraz Aleksandr Kaleri oraz hiszpański astronauta Pedro F. D. Duque, który powrócił na Ziemię razem z Malenczenką i Lu 28 października 2003. Kapsuła z załogą wylądowała około 40 km od Arkałyku.

## Odznaczenia i nagrody[potrzebnyprzypis]
- Medal 70-lecia Sił Zbrojnych ZSRR (1988)
- Medal „Za nienaganną służbę” III stopnia (1990)
- Medal „Za zasługi w podboju kosmosu” (2011, Rosja)[2]
- Złota Gwiazda Bohatera Federacji Rosyjskiej (1994)
- Lotnik-Kosmonauta Federacji Rosyjskiej
- Złota Gwiazda Narodowego Bohatera Kazachstanu (1995)
- Medal „Za wojskową dzielność” I stopnia (2000)
- Order „Za wojenne zasługi” (2000)
- Medal NASA „Za lot kosmiczny” (NASA Space Flight Medal)
- Medal „Za doskonałość w służbie wojskowej” I stopnia (2000)
- Universal Astronaut Insignia za lot orbitalny (nr 308) – Stowarzyszenie Uczestników Lotów Kosmicznych (Association of Space Explorers(inne języki))[3]

## Wykaz lotów
| Loty kosmiczne, w których uczestniczył Jurij I. Malenczenko              | Loty kosmiczne, w których uczestniczył Jurij I. Malenczenko | Loty kosmiczne, w których uczestniczył Jurij I. Malenczenko | Loty kosmiczne, w których uczestniczył Jurij I. Malenczenko | Loty kosmiczne, w których uczestniczył Jurij I. Malenczenko | Loty kosmiczne, w których uczestniczył Jurij I. Malenczenko  | Loty kosmiczne, w których uczestniczył Jurij I. Malenczenko |
| №                                                                        | Data startu                                                 | Statek kosmiczny                                            | Data lądowania                                              | Statek kosmiczny                                            | Funkcja                                                      | Czas trwania                                                |
| ------------------------------------------------------------------------ | ----------------------------------------------------------- | ----------------------------------------------------------- | ----------------------------------------------------------- | ----------------------------------------------------------- | ------------------------------------------------------------ | ----------------------------------------------------------- |
| 1                                                                        | 1 lipca 1994                                                | Sojuz TM-19                                                 | 4 listopada 1994                                            | Sojuz TM-19                                                 | dowódca Sojuza i 16. stałej załogi stacji Mir                | 125 dni 22 godziny 53 minuty i 35 sekund                    |
| 2                                                                        | 8 września 2000                                             | STS-106 Atlantis F-22                                       | 20 września 2002                                            | STS-106 Atlantis F-22                                       | specjalista misji (MS-4)                                     | 11 dni 19 godzin 10 minut i 57 sekund                       |
| 3                                                                        | 26 kwietnia 2003                                            | Sojuz TMA-2                                                 | 28 października 2003                                        | Sojuz TMA-2                                                 | dowódca Sojuza, dowódca Ekspedycji 7 na ISS                  | 184 dni 22 godziny 46 minut i 28 sekund                     |
| 4                                                                        | 10 października 2007                                        | Sojuz TMA-11                                                | 19 kwietnia 2008                                            | Sojuz TMA-11                                                | dowódca Sojuza, inżynier pokładowy Ekspedycji 16 na ISS      | 191 dni 19 godzin 7 minut i 5 sekund                        |
| 5                                                                        | 15 lipca 2012                                               | Sojuz TMA-05M                                               | 19 listopada 2012                                           | Sojuz TMA-05M                                               | dowódca Sojuza, inżynier pokładowy Ekspedycji 32 i 33 na ISS | 126 dni 23 godziny 13 minut i 27 sekund                     |
| 6                                                                        | 15 grudnia 2015                                             | Sojuz TMA-19M                                               | 18 czerwca 2016                                             | Sojuz TMA-19M                                               | dowódca Sojuza, inżynier pokładowy Ekspedycji 46 i 47 na ISS | 185 dni 22 godziny 11 minut i 57 sekund                     |
| Łączny czas spędzony w kosmosie – 827 dni 9 godzin 23 minuty i 29 sekund |                                                             |                                                             |                                                             |                                                             |                                                              |                                                             |